# صموئيل د. نيكلسون
صموئيل د. نيكلسون (بالإنجليزية: Samuel D. Nicholson)‏ هو سياسي أمريكي، ولد في 22 فبراير 1859 في كندا، وتوفي في 24 مارس 1923 في دنفر في الولايات المتحدة. حزبياً، نشط في الحزب الجمهوري. وقد انتخب عضو مجلس الشيوخ الأمريكي.